# Herta Müllerová
Herta Müllerová (* 17. srpna 1953 Nițchidorf, Rumunsko) je německy píšící spisovatelka narozena v Rumunsku, která v roce 2009 obdržela Nobelovu cenu za literaturu.

## Život
Müllerová se narodila v německy mluvící rodině žijící v Niţchidorfu/Nitzkydorfu v rumunském Banátu. Osudy její rodiny a také míst, na nichž vyrůstala, se zásadně vepsaly do jejího díla. Matka Herty Müllerové byla bezprostředně po skončení války deportována do sovětského pracovního tábora spolu s dalšími členy německé menšiny v Rumunsku. Zpět do země se vrátila až v roce 1950. Její otec byl během války členem Waffen-SS. Po válce byl jeho majetek zkonfiskován a v dobách komunistického režimu se musel živit jako řidič kamionu. Pozice německé menšiny v Rumunsku byla velmi problematická, protože Ceauşeskův režim všestranně potlačoval její práva a prosazoval „totální rumunizaci“. Rumunští Němci tak stále zůstávali cizinci v zemi, kterou obývali.
Rodným jazykem Müllerové je němčina, rumunsky se naučila až na základní škole. Vystudovala germanistiku a rumunskou literaturu na univerzitě v Timişoara (Temešváru), přičemž od roku 1976 začala pracovat jako překladatelka ve strojní firmě, ze které však byla propuštěna kvůli odmítnutí spolupráce s tajnou policií Securitate. Po svém propuštění pracovala jako vychovatelka ve školce a soukromá učitelka němčiny. Kvůli odmítnutí spolupráce s tajnou policií byla Müllerová vystavena štvavé kampani ze strany režimu, a proto se rozhodla ve svých třiceti dvou letech opustit Rumunsko.
Müllerová, spolu se svým tehdejším manželem Richardem Wagnerem, byla jednou z dvanácti tisíc etnických Němců, kteří obdrželi vízum do Spolkové republiky Německo. Ceauşeskův režim tímto způsobem Němce využíval. Za každého rumunského Němce/Němku, kteří se vystěhovali do Německa, režim obdržel několik tisíc marek. Nicméně cesta na Západ byla pro Němce velmi problematická. Aby se mohli vystěhovat, museli u místních úřadů získat potřebné dokumenty za devizy, jejichž držení bylo v Rumunsku zakázáno. Nebylo neobvyklé, že rodiny čekaly na vyřízení žádosti i několik let, a navíc s nejistým výsledkem. Dům i hospodářství museli pak prodat podle pevně stanovených nevýhodných cen. 
Po příchodu do Německa Müllerová vyučovala na několika tamních univerzitách. Kromě toho pobývala též na zahraničních univerzitách například v anglickém Warwicku či portugalském Lisabonu.
Od roku 1995 je členkou Deutsche Akademie für Sprache und Dichtung. Až do své demise roku 1997 byla též členkou německého PEN klubu.
Žije v Berlíně.

## Veřejně zastávané postoje

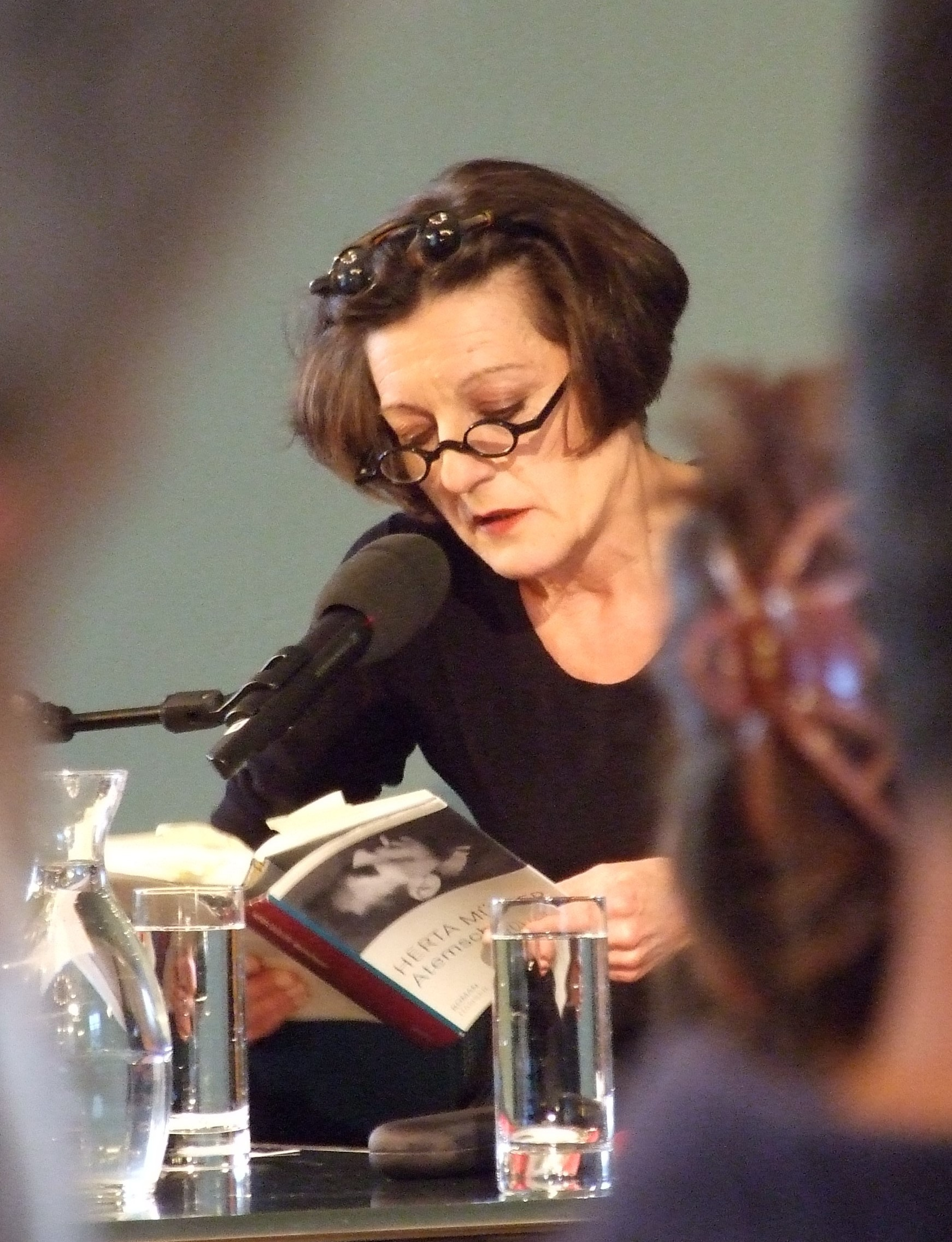
Herta Müllerová při autorském čtení (2009)

Herta Müllerová se často vyjadřuje ke kontroverzním tématům. Roku 2003 veřejně neodsoudila intervenci v Iráku s tím, že její země, která zažila diktaturu, by také byla uvítala intervenci zvnějšku, kdyby jí přinesla osvobození. Rovněž se zapojila roku 2008 do veřejné debaty, která se týkala účasti historika Sorina Antohi a germanisty Andreie Corbea-Hoisie na sjezdu Rumunského kulturního institutu v Berlíně. Jejich účast Müllerová odsoudila s odkazem na jejich spolupráci se Securitate. Podobně se postavila s čínským umělcem Aj Wej-wejem proti udělení Nobelovy ceny za literaturu čínskému literátovi Mo Jenovi, a to kvůli jeho servilnímu postoji k čínskému režimu. Ostře též zkritizovala ruského prezidenta Vladimira Putina v souvislosti s intervencí na Ukrajině: „Je to neslýchané a mnohem horší než za dob předchozích diktatur,“ prohlásila například na podzim roku 2014 při diskusi během dánského literárního festivalu Louisiana.

## Herta Müllerová a Česká republika
Poprvé přijela Herta Müllerová číst do Prahy na pozvání Goethe-Institutu 14. května 1992 u příležitosti 2. mezinárodního knižního veletrhu. V roce 1999 byla spisovatelka hostem Festivalu spisovatelů Praha. V rámci festivalu četla v Goethe-Institutu 13. dubna 1999. Na tentýž festival měla původně přijet i v červnu roku 2010, tedy jen zhruba půl roku po udělení Nobelovy ceny, ale ze zdravotních důvodů na poslední chvíli účast odřekla.
Českým čtenářům se tak Herta Müllerová opět osobně představila až v dubnu 2012, kdy byla čestným hostem udílení výročních cen Magnesia Litera. Při té příležitosti četla ze svého díla v Městské knihovně v Praze. V rámci mezinárodního knižního veletrhu Svět knihy četla spisovatelka 10. května 2019 v Průmyslovém paláci. 11. května 2019 se zúčastnila Debaty nobelistů na téma „Literatura jako hlas svobody“ v kině Lucerna. Druhým hostem debaty byl peruánský nositel Nobelovy ceny za literaturu Mario Vargas Llosa.
S autorčiným dílem se kromě toho čeští čtenáři mohli seznámit na putovní výstavě Herta Müller - Der Teufelskreis der Wörter / Ďábelský kruh slov, která byla roku 2013 k vidění v pražském Goethe-Institutu a v brněnské Moravské zemské knihovně.

## Literární ocenění
V roce 1994 obdržela Kleistovu cenu, jedno z nejprestižnějších německých literárních ocenění. Roku 2009 obdržela Müllerová Cenu Franze Werfela za lidská práva (Franz Werfel Human Rights Award) a vzápětí byla nominována na Nobelovu cenu za literaturu, kterou také v témže roce získala. Od 90. let se tak Herta Müllerová stala po Günterovi Grassovi a Elfriede Jelinekové třetí německy píšící autorkou oceněnou Nobelovou cenou.

## Literární styl a vlivy
Styl Müllerové je charakterizován především krátkými, hutnými větami s překvapivými syrovými metaforami, oxymóry a neologismy. Müllerová se určitou dobu živila jako překladatelka technických plánů a i její texty působí jako technické psaní. Detailní popisy, které dosahují surrealistického nádechu, se postupně skládají v hrůzostrašný příběh 20. století. Motivy se odvíjí v kruzích, jsou doplňovány básněmi, písněmi a odkazy na další literární díla. Věty zaujmou zvukomalebností a rytmizací, německé čtenáře pak specifickou gramatikou (působící až zastarale) spisovatelčina rodného dialektu. „Tato ,nevítaná‘ němčina odolávala rumunskému okolí, musela být úsečná, neúprosná, tvrdošíjná,“ říká k autorčině jazyku spisovatelka, překladatelka a germanistka Radka Denemarková. Za poetickou stavbou textů odkrývá brutalitu totalitního režimu, v jehož čele byl Nicolae Andruă Ceauşescu, od roku 1967 do roku 1989 prezident Rumunské socialistické republiky. Její texty vyznívají klidně, bez emocí, postupně ovšem poodkrývají každodenní život poznamenaný strachem, nedůvěrou a beznadějí. Hlavními tématy, kterými se zabývá, je život v totalitním režimu, který ovlivnil několik generací, navíc z pozice německé minority. Velmi často lze v jejich dílech nalézt autobiografické prvky.
Osobnosti či knihy, které Müllerová v její tvorbě ovlivnily, nejsou přímo známy. Nicméně v jejím stylu je patrný otisk středoevropské literatury v čele s Franzem Kafkou. Vysoká citlivost pro jazyk, kterou je možné v jejich dílech nalézt, byla podpořena studiem němčiny a
rumunštiny na univerzitě, neboť tyto dva jazyky jí nabídly k porovnání a obohacení dva různé myšlenkové světy. Výraznou měrou ji ovlivnila i rumunská lidová hudba, především v postavě Marie Tanasu, ve které cítila propojení folklóru a samotné existence.
Velký vliv na ni měl její manžel Richard Wagner, taktéž spisovatel. Stejně jako ona byl příslušníkem německé menšiny, studoval němčinu a rumunštinu na univerzitě v Temešváru a byl učitelem němčiny. Spojovalo je také jejich působení v tzv. Aktionsgruppe Banat, která sdružovala německy píšící spisovatele a spisovatelky v Rumunsku bojující za svobodu projevu.

## Vybraná díla[11][12]
Ještě před opuštěním Rumunska napsala svou první knihu, sbírku povídek Nížiny (Niederungen), která však dlouho nesměla vyjít. Nakonec vyšla v cenzurované podobně - vyšlo tehdy patnáct z celkem devatenácti textů - v Rumunsku roku 1982. Taktéž ve zkrácené podobě vydalo roku 1984 sbírku i západoněmecké nakladatelství Rotbuch. Ve své původní, necenzurované podobě vyšla kniha až roku 2010. Sbírka povídek, z nichž tou nejdelší jsou titulní „Nížiny“, popisuje dětským pohledem Banát a život během diktatury.
Právě diktatura komunistického režimu pod vládou Nicolae Ceauşescu se stala hlavním tématem i jejích dalších knih. Většina jejích děl popisuje toto období z pohledu německé menšiny v Rumunsku. Její asi nejoceňovanější kniha Rouzhoupaný dech (Atemschaukel) vypráví o osudu německé minority a její deportaci do gulagů během sovětské okupace.

### Cestovní pas (1986, č. 2010)
Novelu vystihuje její originální název Der Mensch ist ein großer Fasan auf der Welt citující jedno rumunské přísloví: „Člověk stejně jako bažant nevzletí výš, než mu dovolí okolnosti a vlastní omezení. Nezbývá mu nic jiného, než se smířit s tím, co má.“ V této situaci se nachází rodina Windischova, která stále čeká na to, až se jí konečně podaří vystěhovat do Německa. Ale čekání se protahuje na měsíce a roky, zatímco se vesnice vylidňuje. Čas zde snad ani neplyne a jakoby neměl počátek ani konec, dělí ho pouze změny ročních období. Život je tu víc než drsný, stejně jako sex, který se stává nejen projevem citů, ale i platidlem usnadňující získání tolik potřebných dokumentů k vystěhování. Lidská důstojnost se tak stává něčím, co je spíš komplikací než cennou hodnotou.
Autorka zde syrově nahlíží na situaci rumunských Němců, kteří nekonečně čekají na vystěhování a popisuje nejen materiální bídu venkova 80. let, kde jsou příslušníci národnostní menšiny občany druhé kategorie a pokusy o jejich případných vzdor jsou zcela marné. Místo toho se pohybují v poli absurdních situací, kde cílem je pouze přežít a ne žít. Smích je nahrazen pláčem a bolestí. V knize se objevují i autobiografické motivy. Windisch je poznamenán službou u SS, zatímco Windischová pobytem v sovětském lágru. Jejich vztah tak není postaven ani tak na lásce, jako spíš na prostém faktu, že oni dva dokázali přežít a vrátit se. Žijí tak spíš vedle sebe než spolu. Naděje na lepší život je něčím, co tihle dva už ztratili, přesto občas v díle probleskne. Stejně jako pevná vůle přežít, která nakonec zvítězí.

### Srdce bestie (1994, č. 2011)
Tématem této knihy je osud čtyř přátel, které spojila „sebevražda“ studentky. Vypravěčka, Edgar, Kurt a Georg jako zástupci německé menšiny a zároveň inteligence se snaží přežít a žít v totalitním režimu, který jim nedává žádné vyhlídky do budoucnosti. Jejich přátelství nedokáže zabránit pocitům zmaru, strachu a psychickým problémům. Neustálý dohled a šikana ze strany Securitate je odsuzovala k nedůvěře a podezřívavosti. Ačkoliv se někteří z nich pokusí řešit svou situaci emigrací do Západního Německa, ani tam neuniknou chapadlům tajné služby. Linkou tohoto příběhu jsou slova pásek, okno, ořech, oprátka, jež jsou konotací na způsoby smrti čtyř postav v příběhu. I toto dílo nese autobiografické prvky. Bylo napsáno jako reakce na smrt dvou autorčiných přátel, jež byla připisována právě Securitate.

### Rozhoupaný dech (2009, č. 2010)
V rámci poválečných reparací je na nucené práce v Rusku odsunut sedmnáctiletý Leo z rumunské německé rodiny. V prvních chvílích to pro něj znamená vysvobození a úlevu, neboť před svou rodinou a maloměstskou společností musel skrývat svou homosexualitu. Velmi rychle ale tato úleva mizí, jak ji střídá každodenní boj s „andělem hladu“, nemocemi, zimou, vedrem, namáhavou a nebezpečnou prací v koksovně a krutostí táborového života. Když je po pěti letech propuštěn, návrat domů přináší pocit odcizení od rodiny a dojem, že stejně nebude nikdy svým pánem, protože svou sexualitu musí i nyní skrývat a vykonává nadále jen nekvalifikovanou práci v továrně. Po nějaké době se ožení a odstěhuje do hlavního města. Když potom zatknou několik jeho milenců, je mu jasné, že musí zmizet kvůli téměř jistému prozrazení a perzekuci. Vyřídí
si vízum do Rakouska a odchází od své ženy. Anděl hladu a pocit odcizení jej provází po celý zbytek života.
Román byl inspirován osudem rumunsko-německého básníka Oskara Pastiora. Původně měli Müllerová a Pastior sepsat Pastiorovy vzpomínky na život v lágru společně, Pastior ale v roce 2006 zemřel. Dalším zdrojem inspirace byl osud vlastní matky Herty Müllerové, která byla také po válce poslána na nucené práce v Sovětském svazu. Nejedná se ale o typický román ze žánru lágrové literatury, a to především díky básnickému stylu Müllerové, který věrohodně odráží psychiku básníka.
Když se v roce 2010 přišlo na to, že Pastior byl spolupracovníkem tajné policie, Müllerovou to velmi rozhořčilo, bylo to pro ni „jako facka“.
Český literární časopis A2 zařadil román Rozhoupaný dech mezi nejlepší světové prózy po roce 2000.

## Soupis literárních děl
- Niederungen (1982, č. Nížiny)
  - sbírka vesměs krátkých povídek vydaná v Bukurešti, v povídkách autorka popisuje život německé menšiny v Rumunsku
- Drückender Tango (1984, Tísnivé tango)
  - kniha povídek, ve které autorka opět popisuje život v malé německojazyčné vesnici v Rumunsku s její atmosférou netolerance a útisku
- Der Mensch ist ein großer Fasan auf der Welt (1986, č. Cestovní pas)
- Barfüßiger Februar (1987, Bosý únor)
- Reisende auf einem Bein (1989, Cestující na jedné noze)
- Wie Wahrnehmung sich erfindet (1990)
- Der Teufel sitzt im Spiegel (1991, Ďábel sedí v zrcadle)
- Der Fuchs war damals schon der Jäger (1992, č. Už tehdy byla liška lovcem)
  - román popisující každodenní úděl v totalitním režimu
- Eine warme Kartoffel ist ein warmes Bett (1992, Horká brambora je teplá postel)
  - eseje
- Der Wächter nimmt seinen Kamm (1993, Hlídač bere svůj hřeben)
- Angekommen wie nicht da (1994)
- Herztier (1994, č. Srdce bestie)
  - románový příběh skupiny čtyř mladých lidí, kteří společně vystudovali a nastoupili do zaměstnání. Pro svoje nekonformní názory byli režimem pronásledováni, každý z nich zvolil jiné východisko. Román popisuje každodennost komunistického Rumunska za Ceausescovy diktatury v 70. letech.
- Hunger und Seide (1995, Hlad a hedvábí)
- In der Falle (1996, V pasti)
  - přednášky o poetice
- Der fremde Blick oder das Leben ist ein Furz in der Laterne (1999)
- Im Haarknoten wohnt eine Dame (2000)
- Heute wär ich mir lieber nicht begegnet (2001, Dneska bych se raději nepotkala)
  - román
- Heimat ist das, was gesprochen wird (2001)
  - proslov k maturantům roku 2001, proslov každoročně přenášený rozhlasem, v němž vybraná spisovatelka či spisovatel hovoří na určité téma, adresátem je celá společnost, nikoliv pouze maturitní ročník
- Der König verneigt sich und tötet (2003)
- Die blassen Herren mit den Mokkatassen (2005, Bledí muži s kávovými šálky)
- Este sau nu este Ion (2005, Je to, nebo to není Ion)
  - básnická sbírka, vznikla a byla publikována v rumunštině, v rumunských Jasech (Iaşi)
- Atemschaukel (Rozhoupaný dech 2009)
  - román mapující všední dny v sovětských gulazích
- Cristina und ihre Attrappe oder Was (nicht) in den Akten der Securitate steht (2009, Cristina a její atrapa aneb Co (ne)stojí v záznamech Securitate)
- Immer derselbe Schnee und immer derselbe Onkel (2011, Pořád tentýž sníh a pořád tentýž strýc)
  - soubor esejů
- Vater telefoniert mit den Fliegen (2012, Otec telefonuje s mouchami)

## Překlady do češtiny
Do češtiny bylo dosud přeloženo pět knih:
- Cestovní pas (Der Mensch ist ein großer Fasan auf der Welt), přeložila Radka Denemarková, Mladá fronta, Praha 2010
- Rozhoupaný dech (Atemschaukel), přeložila Radka Denemarková, Mladá fronta, Praha 2010
- Srdce bestie (Herztier), přeložila Radka Denemarková, Mladá fronta, Praha 2011
- Nížiny (Niederungen), přeložila Radka Denemarková, Mladá fronta, Praha 2014
- Liška lovec (Der Fuchs war damals schon der Jäger), přeložila Radka Denemarková, Mladá fronta, Praha 2019